# Городище (Островский район)
Городи́ще — деревня в Островском районе Псковской области. Входит в состав Островской волости.
Расположена в 2 км к востоку от города Остров.
| 2001 | 2002 | 2010 | 2013 |
| ---- | ---- | ---- | ---- |
| 548  | ↘521 | ↘451 | ↗564 |

## История
Деревня до апреля 2015 года была административным центром Городищенской волости района.